# Muhlenbergia ramulosa
Muhlenbergia ramulosa là một loài thực vật có hoa trong họ Hòa thảo. Loài này được (Humb., Bonpl. & Kunth) Swallen mô tả khoa học đầu tiên năm 1947.